# Siokovac
Siokovac (cyr. Сиоковац) – wieś w Serbii, w okręgu pomorawskim, w mieście Jagodina. W 2011 roku liczyła 352 mieszkańców.